# Sandra Reynolds
Sandra Reynolds Price, južnoafriška tenisačica, * 4. marec 1934.
V posamični konkurenci je največji uspeh dosegla leta 1960, ko se je uvrstila v finale turnirja za Prvenstvo Anglije, kjer jo je v dveh nizih premagala Maria Bueno. Na turnirjih za Amatersko prvenstvo Francije se je najdlje uvrstila v polfinale v letih 1959 in 1960, na turnirjih za Prvenstvo Avstralije v četrtfinale leta 1959, kot tudi na turnirjih za Nacionalno prvenstvo ZDA v letih 1959 in 1962. V konkurenci ženskih dvojic je trikrat osvojila turnir za Amatersko prvenstvo Francije in enkrat za Prvenstvo Avstralije, na turnirjih za Prvenstvo Anglije pa se je dvakrat uvrstila v finale, nastopala je skupaj z rojakinjo Renée Schuurman. V konkurenci mešanih dvojic je skupaj z Bobom Markom leta 1959 osvojila turnir za Prvenstvo Avstralije.

## Finali Grand Slamov

### Posamično (1)

#### Porazi (1)
| Leto | Turnir            | Nasprotnica v finalu | Rezultat finala |
| 1960 | Prvenstvo Anglije | Maria Bueno          | 6–8, 0–6        |

### Ženske dvojice (7)

#### Zmage (5)
| Leto | Turnir                           | Partnerica      | Nasprotnici v finalu                          | Rezultat finala |
| 1959 | Prvenstvo Avstralije             | Renée Schuurman | Lorraine Coghlan Robinson Mary Carter Reitano | 7–5, 6–4        |
| 1959 | Amatersko prvenstvo Francije     | Renée Schuurman | Yola Ramírez Rosie Darmon                     | 2–6, 6–0, 6–1   |
| 1961 | Amatersko prvenstvo Francije (2) | Renée Schuurman | Maria Bueno Darlene Hard                      | b.b.            |
| 1962 | Amatersko prvenstvo Francije (3) | Renée Schuurman | Justina Bricka Margaret Court                 | 6–4, 6–4        |

#### Porazi (2)
| Leto | Turnir                | Partnerica      | Nasprotnici v finalu             | Rezultat finala |
| 1960 | Prvenstvo Anglije     | Renée Schuurman | Maria Bueno Darlene Hard         | 4–6, 0–6        |
| 1962 | Prvenstvo Anglije (2) | Renée Schuurman | Billie Jean Moffitt Karen Susman | 7–5, 3–6, 5–7   |

### Mešane dvojice (3)

#### Zmage (1)
| Leto | Turnir               | Partner  | Nasprotnika v finalu      | Rezultat finala |
| 1959 | Prvenstvo Avstralije | Bob Mark | Renee Schuurman Rod Laver | 4–6, 13–11, 6–1 |